# Valerio Tebaldi
Valerio Tebaldi (Chiuduno, 2 luglio 1965) è un dirigente sportivo ed ex ciclista su strada italiano, professionista dal 1988 al 1999 e vincitore di due tappe al Tour de France. Dal 2022 è direttore sportivo alla Giotti Victoria-Savini Due.

## Carriera
Passista, comincia la propria carriera tra i professionisti nella stagione 1988; nello stesso anno si mette subito in luce aggiudicandosi una tappa del Tour de France, successo bissato nell'edizione successiva della Grande Boucle. Le stagioni seguenti, nelle quali svolge compiti di gregariato, si dimostrano meno ricche di successi: arrivano una vittoria di tappa all'Euskal Bizikleta 1999 (per un totale finale di 3 vittorie in carriera), ma anche, tra gli altri, un secondo posto di tappa alla Vuelta a España e due quarti posti al Tour de France.
Nel 2000, al termine della carriera da ciclista, sale sull'ammiraglia rivestendo il ruolo di direttore sportivo per il team Alessio. Dopo quattro stagioni si trasferisce alla Vini Caldirola-Nobili Rubinetterie, ed infine al Team Barloworld, rimanendovi fino al 2009, anno di scioglimento della squadra. Dal 2010 lavora invece come direttore sportivo alla Lampre-ISD di Giuseppe Saronni. Nella stagione 2012 torna a fianco di Claudio Corti - con il quale aveva lavorato nelle stagioni al Team Barloworld - sull'ammiraglia della Colombia. È poi direttore sportivo alla Nippo-Vini Fantini e, dal 2022, alla Giotti Victoria-Savini Due.

## Palmarès
- 1986 (Dilettanti)

Circuito Alzanese
G.P. Industria Commercio Artigianato - Botticino Mattina
- 1987 (Dilettanti)

Firenze-Viareggio
Freccia dei Vini
Trofeo Amedeo Guizzi
tappa Giro dell'Umbria dilettanti
Classifica generale Giro dell'Umbria dilettanti
- 1988

7ª tappa Tour de France
- 1989

12ª tappa Tour de France
- 1999

1ª tappa Euskal Bizikleta

### Altri successi
- 1987

Cronosquadre Settimana Ciclistica Bergamasca
- 1992

Cronosquadre Vuelta a España

## Piazzamenti

### Grandi Giri
- Giro d'Italia

1990: ritirato
1991: 47º
1993: ritirato
1994: 92º
1997: 69º
- Tour de France

1988: ritirato
1989: 122º
1991: 89º
1992: ritirato
1993: ritirato
- Vuelta a España

1990: ritirato
1991: 87º
1992: 47º
1995: 56º
1996: 50º
1997: 85º

## Riconoscimenti
- Borraccia d'oro dell'Associazione Ex Ciclisti della Provincia di Treviso nel 2011